# Mohammad Baker Younes
Mohammad Baker Younes (in arabo محمد باقر يونس‎?; Beirut, 7 luglio 1984) è un ex calciatore libanese, di ruolo difensore.

## Carriera

### Club
Ha giocato nella prima divisione libanese.

### Nazionale
Ha debuttato in nazionale nel 2008.

## Palmarès

### Club

#### Competizioni nazionali
- Campionato libanese: 1

Safa: 2015-2016
- Supercoppa del Libano: 1

Ahed: 2011